# Siberian Khatru
Siberian Khatru ([saɪˈbɪəriən xæˈtruː]) è una canzone della progressive rock band inglese Yes, tratta dall'album Close to the Edge, edito nel 1972 dalla Atlantic Records.
Versioni dal vivo del brano sono presenti negli album Yessongs, Keys to Ascension, e Live at Montreux 2003, mentre la versione in studio compare in diverse compilation. Si tratta dell'unica traccia dell'album che non è suddivisa in più parti, sebbene contenga diversi temi musicali e cambi di tonalità nella tradizione del rock progressivo.

## Struttura
Siberian Khatru comincia con un riff introduttivo di chitarra, al quale segue il tema strumentale principale, che è sviluppato in quattro battute, delle quali le prime tre in 4/4 e l'ultima in 3/4. Il tema si ripete e quindi, a circa 1:05, entra il cantato. Il brano prosegue con varie sezioni, che comprendono assoli di Howe e Wakeman. La conclusione riprende infine il tema strumentale iniziale.
In merito al significato della canzone, criptica come molte altre del gruppo, Jon Anderson ha dichiarato che la parola "khatru" è frutto di un'improvvisazione, mantenuta nel testo dopo aver scoperto che nell'arabo yemenita il termine significa "come tu desideri"; la Siberia, invece, rappresenta per antonomasia una terra lontana e inesplorata. Il brano è una riflessione sul tema dell'unità degli uomini fra le diverse culture.